# 第五軍團 (法國)
第5集团军是法國陸軍的一支集团军，其參與了第一次世界大戰及第二次世界大戰。1914年，法國第5集团军在路易·弗朗謝·德斯佩雷將軍的指揮下參加第一次馬恩河戰役並擊敗德軍取得勝利。

## 歷任指揮官

### 第一次世界大戰
- 夏爾·朗勒扎克將軍（第五軍團成立之日至1914年9月3日）。
- 路易·弗朗謝·德斯佩雷將軍（1914年9月3日至1916年3月31日）。
- 奧利維耶·馬澤爾將軍（1916年3月31日至1917年5月22日）。
- 約瑟夫·阿爾弗雷德·米舍勒將軍（1917年5月22日至1918年6月10日）。
- 埃德蒙·比亞將軍(1918年6月10日至1918年7月5日)。
- 亨利·貝特洛將軍（1918年7月5日至1918年10月7日）。
- 阿道夫·吉約馬將軍（1918年10月7日至停戰）。

### 第二次世界大戰
- 維克多·布雷將軍（1939年9月2日至1940年6月26日）。[2]